# Kostel svatého Ducha (Praha)
Kostel svatého Ducha na Starém Městě v Praze v Dušní ulici je gotická jednolodní stavba z 2. čtvrtiny 14. století, využívaná jako římskokatolický farní kostel. Kostel je zasvěcen svatému Duchu. Od roku 2015 kostel využívá také Arménská apoštolská církev v České republice. Od roku 1982 v kostele působí jako varhaník Karel Loula, který zde v roce 1994 založil Chrámový sbor svatého Ducha, jehož je sbormistrem.

## Historie

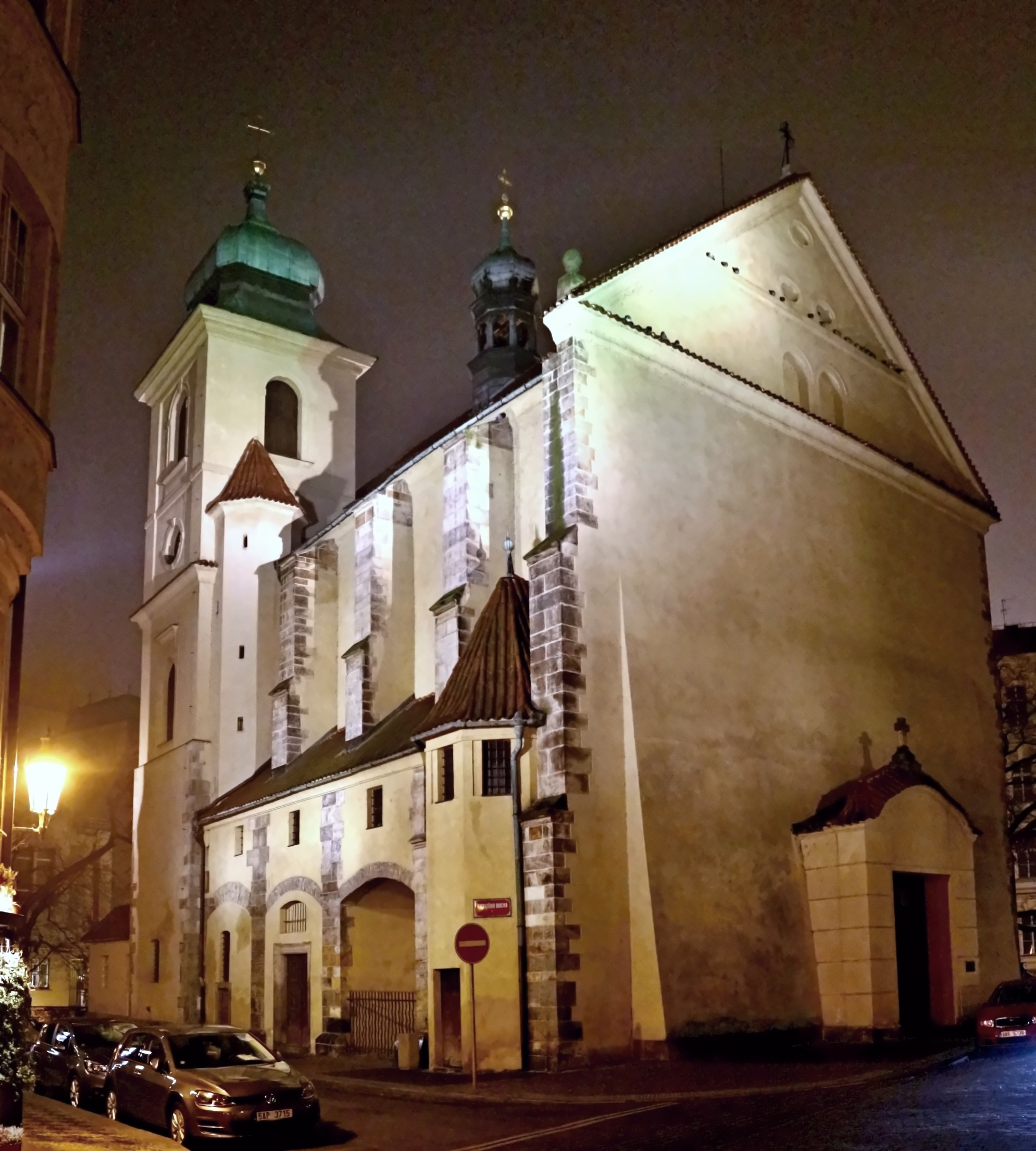
Kostel svatého Ducha

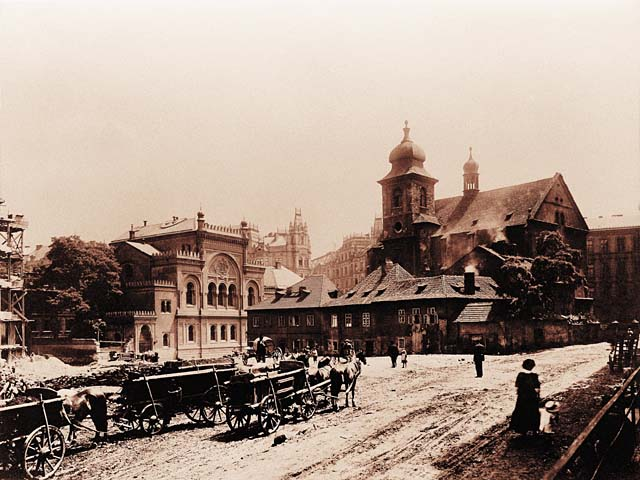
Kostel svatého Ducha a nedaleká Španělská synagoga v roce 1912, v době asanace

Kostel původně stál vedle benediktinského kláštera Božího Milosrdenství, který vznikl spolu s tímto chrámem. Za husitských válek byly jeho budovy rozprodány, ale později byl kostel obnoven.
Zanikl na konci 16. století, kdy přešel klášter pod správu benediktinek od sv. Jiří na Pražském hradě. Kostel ale posléze získává farní status, konvent již nebyl obnoven. Na konci 17. století dochází k rozsáhlým opravám a barokní přestavbě po požáru (1689). Tato oprava nakonec trvala do roku 1691. Architekta přestavby neznáme, uváděn je pouze stavitel Petr Ehrhard.
Na začátku 19. století proběhla oprava sakristie. V souvislosti s touto stavební úpravou došlo i k navýšení věže nad sakristií. Roku 1833 byl vztyčen sanktusník. Dále proběhly drobné opravy fasády, oken, krovu apod. Roku 1888 byly instalovány nové varhany.
V průběhu asanace Starého Města bylo zpevněno podloží kostela a objeveny zbytky starší zástavby. Dále byla stržena stará sakristie a nahrazena novou. Do tohoto kostela, který stál nejblíže Židovskému městu, museli za vlády Ferdinanda I. docházet Židé na katolická kázání. Až v roce 1785 byla zrušena jejich povinnost platit tzv. Glöckelgeld, což byl poplatek za zvonění proti mračnům a povodním.

## Výzdoba

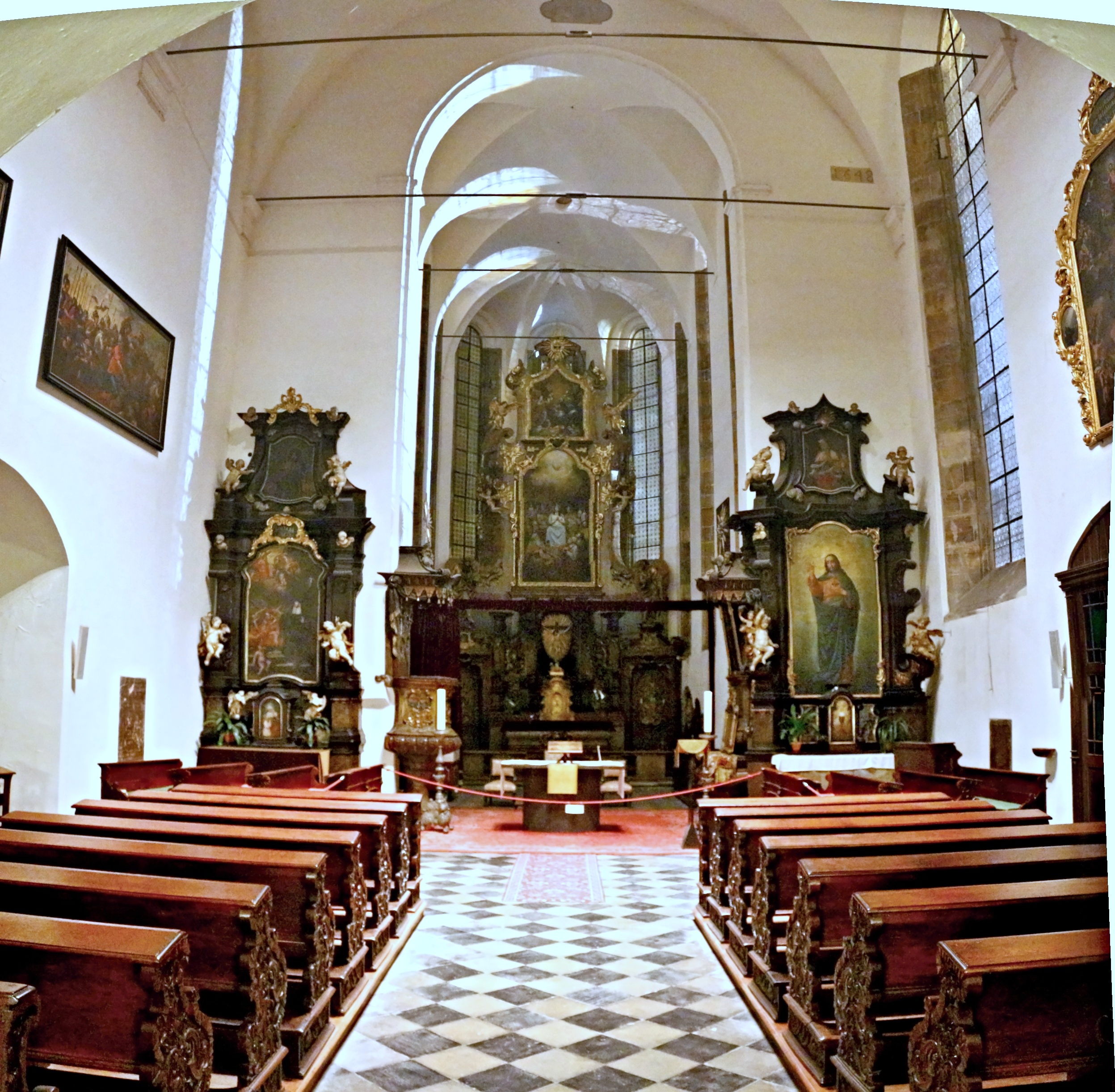
Interiér kostela

Dnešní podoba interiéru kostela pochází převážně z 18. století. Vybavení bylo po roce 1780 doplněno o prvky ze zrušených okolních kostelů. Dále se v kostele nacházejí oltáře sv. Otýlie a oltář Nejsvětějšího Srdce Páně, oba z 18. století. Další oltáře, sv. Judy Tadeáše a sv. Vavřince, pocházejí také z 18. století. Oltářní obraz sv. Josefa vytvořil Jan Jiří Heinsch. Nachází se zde též sousoší Pieta (ze 14. století), které sem bylo přesunuto ze zrušeného kostela svatého Kříže Většího v bývalém klášteře cyriaků. Pochází snad z okruhu Mistra týnského ukřižování. Za husitských válek bylo silně poškozeno, uraženy obě hlavy a Kristova chodila. V roce 1627 nalezeny všechny části v sutinách. Roku 1628 restaurována, ve 20. století odstraněny barokní nátěry. Dále se zde nachází pozdně gotická socha sv. Anny (začátek 16. století) a dvě busty sv. Vojtěcha. Dále jsou na stěnách zavěšeny obrazy posledního soudu a na protější straně obrazy z legendy sv. Václava
Před kostel byla instalována kamenná socha sv. Jana Nepomuckého od Ferdinanda Maxmiliána Brokofa, jež původně stála na náměstí Curieových.

### Zajímavosti
Pietě Panny Marie ze zrušeného kláštera cyriaků byla zasvěcena 29. kaple Svaté cesty z Prahy do Staré Boleslavi, která byla založena v letech 1674–1690.